# Five Tribes (igra)
Five Tribes je društvena igra na tabli sa figuricama za dva do četiri igrača gde svaki igrač pokušava da preuzme kontrolu nad izmišljenim Sultanatom Nakala.

## Opis i pravila
Tabla za igru predstavlja Sultanat Nakalu gde stiže karavan baš u vreme smrti starog sultana i gde je kontrola grada svima na dohvat ruke.
Igra počinje sa već potavljenim pijunima na tabli sa kojima igrači moraju manevrisati i raspoređivati ih i raspoređivati ih po selima, pijacama, oazama i svetim mestima, tj. pločicama na tabli koje predstavljaju Nakalu. Igrači manevrišu figuricama koje predstavljaju pet plemena, pleme ubica, staraca, graditelja, trgovaca i vezira i strateški ih raspoređuju po tabli kako bi zauzeli što više polja koja se boduju na kraju igre i određuju pobednika.

## Spoljašnje veze
- Zvanični sajt Архивирано на веб-сајту  (5. октобар 2021)
- BoardGameGeek